# آلیس دیوپ
آلیس دیوپ (فرانسوی: Alice Diop‎؛ زادهٔ ۱۹۷۹) کارگردان و فیلم‌نامه‌نویس فرانسوی است که عمدتا درباره جامعه معاصر فرانسه فیلم می‌سازد.

## زندگی و حرفه
آلیس دیوپ در سال ۱۹۷۹ از والدین سنگالی در اولنه سو بوآ در حومه پاریس به دنیا آمد. او پس از تحصیل در دو رشته تاریخ و جامعه شناسی تصویری، تحصیلات خود را در دانشگاه پاریس-سوربن ادامه داد. دیوپ پس از ساخت چند فیلم کوتاه مستند، در سال ۲۰۱۶ یک فیلم مستند با نام به سمت مهربانی را کارگردانی کرد. این فیلم در سال ۲۰۱۷ برنده جایزه سزار در بخش بهترین فیلم کوتاه شد. او در طول مراسم اهدای جایزه، جایزه خود را به قربانیان خشونت از سوی پلیس تقدیم کرد. او در سال ۲۰۲۱ فیلم مستند بلند ما را ساخت. این اثر متعهدانه با محوریت مسائل اجتماعی حومه پاریس، در هفتاد و یکمین دوره جشنواره بین‌المللی فیلم برلین در سال ۲۰۲۱ جایزه بهترین فیلم در بخش جنبی را بدست آورد و باعث جلب شهرت او در نزد اهالی سینما شد.
فیلم سن اومر در مجموع نهمین فیلم و نخستین فیلم بلند داستانی اوست. او بزرگترین موفقیت هنری خود را تاکنون به لطف اولین فیلم بلند داستانی خود، سن اومر به دست آورده است. این فیلم برنده جایزه بزرگ وِیژه هیئت داوران و جایزه شیر آینده (لوییجی دی لورنتیس) برای اولین کارگردانی در هفتاد و نهمین دوره جشنواره بین‌المللی فیلم ونیز شد. این فیلم به عنوان نماینده سینمای فرانسه برای شرکت در بخش بهترین فیلم بین‌المللی نود و پنجمین دوره جوایز اسکار معرفی شد.
دیوپ یکی از اعضای هیئت داوران دوربین طلایی در هفتاد و دومین جشنواره فیلم کن در سال ۲۰۱۹ بود.

## کنشگری
او عضو  فمینیست فرانسوی «جمعیت ۵۰/۵۰» است که هدف آن ترویج برابری بین زنان و مردان و به رسمیت شناختن تنوع جنسی در سینما و سایر فعالیتهای دیداری‌شنیداری است. این گروه در سال ۲۰۱۸ و در چهارچوب جنبش جهانی «من هم» تشکیل شد و نخستین فعالیت رسمی آن در جریان جشنواره فیلم کن ۲۰۱۹ صورت گرفت.

## فیلم‌شناسی

### مستند
- ۲۰۰۵: در سراسر جهان
- ۲۰۰۵: کلیشی برای مثال (۵۰ دقیقه)
- ۲۰۰۷: سنگالی‌ها و سنگالی‌ها (۵۶ دقیقه)
- ۲۰۱۱: مرگ دانتون  (۶۴ دقیقه)
- ۲۰۱۶: آماده به خدمت (۹۶ دقیقه)
- ۲۰۱۶: به سوی مهربانی (۳۹ دقیقه)
- ۲۰۱۷: RER B (فیلم کوتاه)
- ۲۰۲۱: ما (۱۱۴ دقیقه)

### داستانی
- ۲۰۲۲: سن اومر